# Pylône (construction)
Pour les articles homonymes, voir Pylône.
En construction, un pylône est un constituant des ponts suspendus et ponts à haubans pouvant être en acier ou en béton.

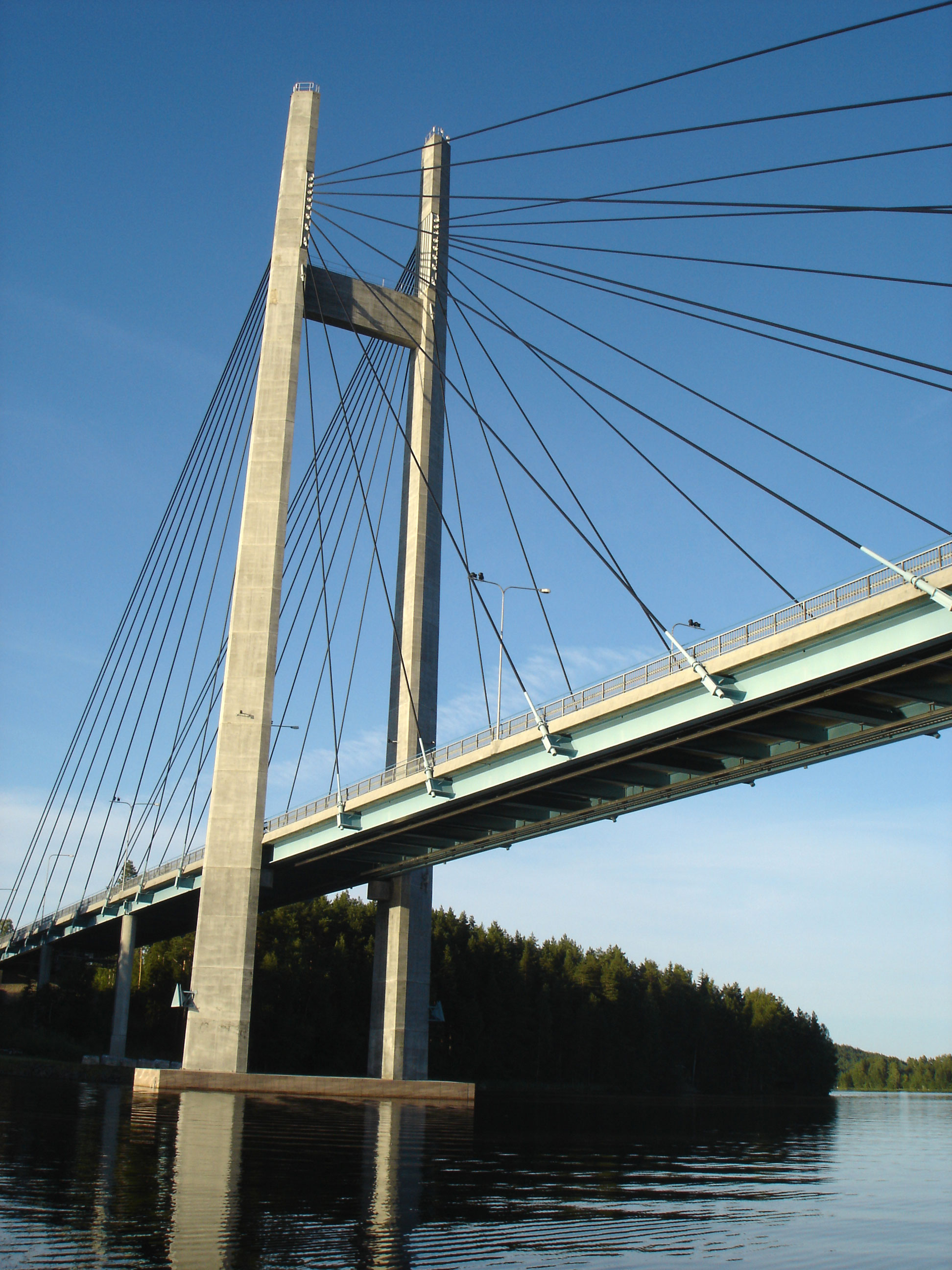
Pont haubané de Kärkinen.

Il permet de former une triangulation des efforts conduisant le pylône à être soumis à d'importants efforts de compression, transmis par les câbles de suspension ou les haubans. Les deux pylônes supportent tout le pont et pour ne pas tomber, ils sont retenus par deux poids de 60 tonnes chacun. Selon le mode de fixation des haubans et du type de liaison des pieds du pylône, il peut également être soumis à d'autres efforts :
- effort transversal au point d'attache des haubans dans le cas de câbles discontinus,
- effort de flexion en pied dans le cas d'un pylône encastré au sol.

## Différents types de pylônes
|  |  |

## Exemples de pylônes de ponts en France
| Image | Ouvrage             | Type de pont   | Portée principale (m) | Hauteur du pylône (m) | Terminé en | Lieu                                                                               | Pays   |
| ----- | ------------------- | -------------- | --------------------- | --------------------- | ---------- | ---------------------------------------------------------------------------------- | ------ |
|       | Pont de Normandie   | Pont à haubans | +00856,               | +00214,               | 1995       | Le Havre et Honfleur (Normandie) 49° 26′ 09″ N, 0° 16′ 28″ E                       | France |
|       | Pont de Brotonne    | Pont à haubans | +00320,               | +00125,               | 1977       | Caudebec-en-Caux et Arelaune-en-Seine (Seine-Maritime) 49° 31′ 14″ N, 0° 44′ 50″ E | France |
|       | Pont de Tancarville | Pont suspendu  | +00608,               | +00123,               | 1959       | Tancarville et Marais-Vernier (Seine-Maritime) 49° 28′ 23″ N, 0° 27′ 51″ E         | France |
|       | Pont de Seyssel     | Pont à haubans | +00220,               | +00055,               | 1987       | Seyssel (Ain) Seyssel (Haute-Savoie) 45° 57′ 10″ N, 5° 50′ 04″ E                   | France |
|       | Pont de Lézardrieux | Pont à haubans | +00112,               | +00018,               | 1925       | Lézardrieux et Paimpol (Côtes-d'Armor) 48° 46′ 50″ N, 3° 06′ 23″ E                 | France |